# 鋼坦克
鋼坦克（日语：ガンタンク，RX-75 GUNTANK），香港譯名為太空坦克，是日本動畫片機動戰士鋼彈系列中出現的一種虛構兵器，陸戰长距离炮击支援用MS。
由于夏亚对SIDE7殖民衛星的襲擊導致原本有多架的鋼坦克原型只剩一架存活，随后進入白色基地，成為配角機體之一活躍。

## 概論
設計血統來自聯邦初期的61式戰車演變，後來出現了半戰車半人型的RTX-44，再後來出現了成熟的钢坦克原型，所使用的装甲和高达一样，同样都是月神钛合金也同樣有核战机構造，但由雙人駕駛，机体两肩各装一门120mm低后座力加农炮，腕部各装备有一枚40mm*4连装榴弹炮。全機高約16米。
白色基地所配機的駕駛為小林隼人，当受到吉翁军突袭时逃上船之后因人手不足而被征调。
鋼坦克後續有一些升級機型
- 量産型鋼坦克
- (IP)性能提升型鋼坦克
- 重裝型鋼坦克
- 陣地戰型鋼坦克
- 陣地戰壓制型鋼坦克
- 鋼坦克II
- 鋼坦克III

## 文化影響

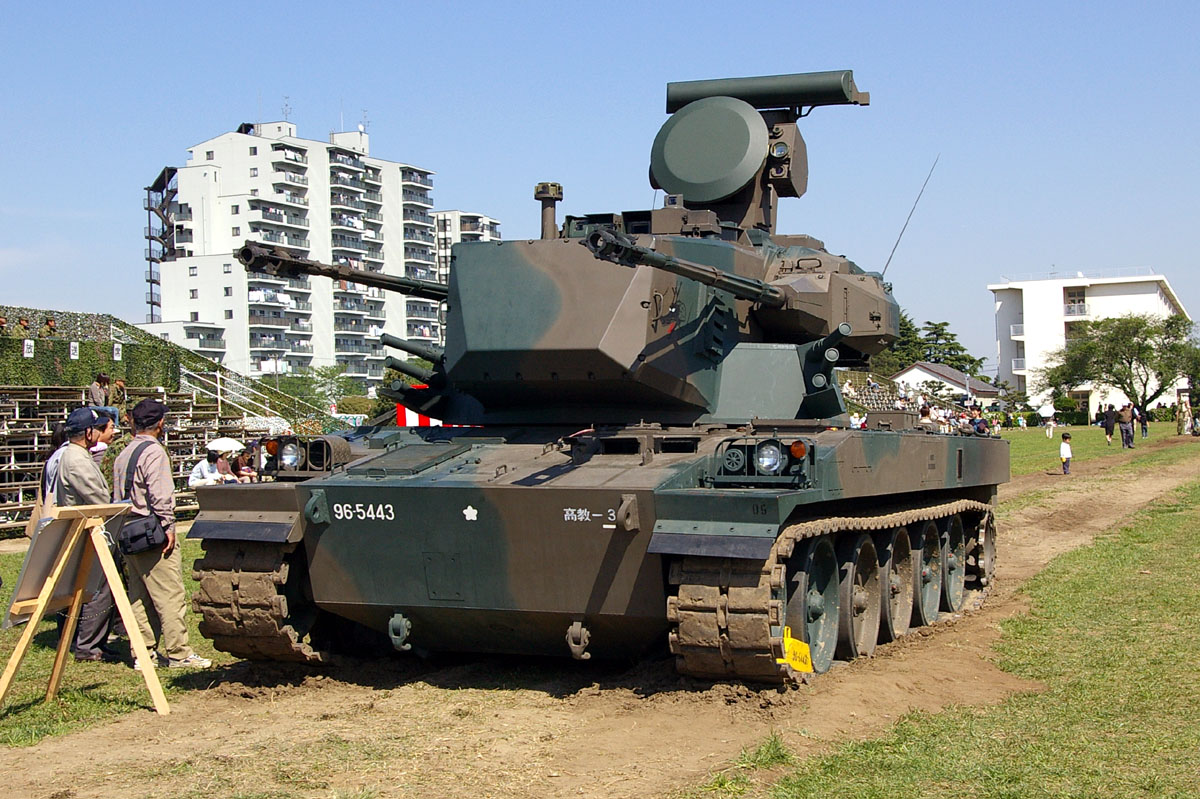
下志津基地的87式自走高射機關砲

- 現實中日本陸上自衛隊配備的87式自走高射炮，因造型相似，在自衛隊員間的暱稱即為鋼坦克。
- 因日語的元旦（がんたん）和鋼坦克發音相似，有些鋼彈迷會以鋼坦克模型作為慶祝元旦的擺設。[3]
- 香港樂隊Blaster於2022年發表歌曲〈鋼坦克〉，歌詞描述鋼坦克作為輔助支援機體的奮戰。